# جسرا

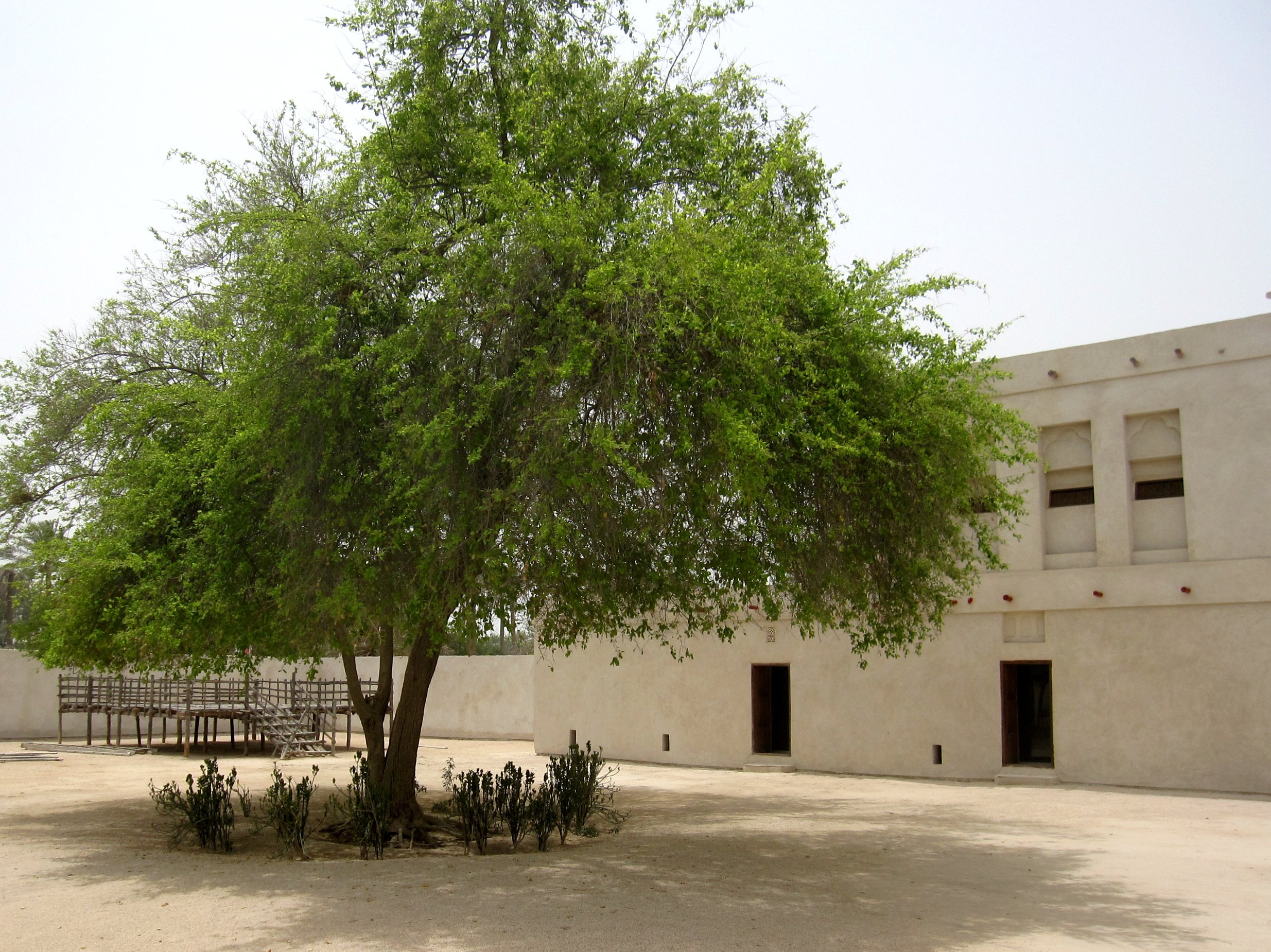
خانه الجسراء.

جسرا یک روستای ساحلی است که در ساحل غربی پادشاهی بحرین در استان شمالی و نزدیک به گذرگاه ملک فهد واقع شده‌است. امیر فقید بحرین ، عیسی بن سلمان آل خلیفه در این روستا به دنیا آمده‌است.
مرکز محلی صنایع دستی در سال ۱۹۹۰ برای حفظ هنر و صنایع دستی در روستای جسرا راه اندازی شد. صنایع دستی شامل نجاری، بافندگی، سفالگری، پارچه و زنبیل است.